# Bob Weir
Bob Weir, rodným jménem Robert Hall Weir, (* 16. října 1947, San Francisco, Kalifornie, USA) je americký hudebník, skladatel, zpěvák a kytarista, jeden ze zakládajících členů skupiny Grateful Dead.

## Život
Narodil se v San Franciscu a vyrůstal u adoptivních rodičů, od kterých získal příjmení Weir. Na kytaru začal hrát ve věku třinácti let, předtím zkoušel hrát také na klavír a trubku. Byl vyloučen z téměř každé školy, na kterou docházel. To bylo způsobeno jeho nediagnostikovanou dyslexií. Na jedné ze škol se seznámil s Johnem Perrym Barlowem, jenž později napsal několik textů pro kapelu Grateful Dead. Skupina Grateful Dead vznikla v roce 1965 (před přijetím tohoto názvu vystřídala několik dalších, například The Warlocks). Své první sólové album, které dostalo název Ace, vydal Weir v roce 1972. Doprovázeli jej na něm i další členové kapely Grateful Dead. Druhou a poslední sólovou desku Heaven Help the Fool vydal v roce 1978. V roce 1995 založil skupinu RatDog. Nedlouho poté zemřel frontman kapely Grateful Dead Jerry Garcia a kapela se rozpadla. Weir tak pokračoval s RatDog. V letech 1998 až 2002 hrál s kapelou The Other Ones, následně byl členem projektů The Dead a Furthur. V roce 1999 se oženil s Nataschou Münter, s níž měl dvě dcery. Roku 2015 o něm byl natočen dokumentární film s názvem The Other One: The Long Strange Trip of Bob Weir.

## Sólová diskografie
- Ace (1972)
- Heaven Help the Fool (1978)
- Blue Mountain (2016)